# 樋口勝彦
樋口 勝彦（ひぐち かつひこ、1904年(明治37年)4月24日 - 1964年(昭和39年)3月19日）は、昭和中期のラテン文学、西洋古典学研究者。慶応義塾大学教授。日本西洋古典学会委員。オウィディウス『アルス・アマトリア』の訳者。

## 経歴
- 1904年(明治37年)、長野県南安曇郡豊科町（現・安曇野市）医師 藤森与八郎 三男として出生
- 1921年(大正10年)、長野県立旧制松本中学校（現・長野県松本深志高等学校）四年修了、慶應義塾大学予科入学
- 1928年(昭和3年)、同大学予科終了、慶應義塾大学文学部英吉利英文学科入学
- 1931年(昭和6年)、同大学英文学科卒業、慶應義塾大学院入学 ラテン語専攻
- 1935年(昭和10年)、同大学大学院修了
- 1936年(昭和11年)、慶應義塾大学予科教員
- 1941年(昭和16年)、慶應義塾大学文学部講師
- 1949年(昭和24年)、慶応義塾大学教授就任（経済学部所属文学部兼任）
- 1950年(昭和25年)、東京教育大学文学部講師を兼任
- 1955年(昭和30年)、東京大学大学院人文科学研究科西洋古典学講師を兼任
- 1959年(昭和34年)、慶応義塾大学よりラテン語及びラテン文学研究のためイタリア、ギリシアに派遣されるが病気のため同年に帰国
- 1960年(昭和35年)、ラテン文学研究の業績に対し慶應義塾賞受賞
- 1964年(昭和39年)、死去

## 著書
- ローマ風俗考 食事・朗読 慶應出版社 1949 日吉論叢
- ラテン文學 慶應義塾大學通信教育部編 慶應通信教育圖書 1950
- 詳解ラテン文法 藤井昇共著 研究社出版 1963

## 翻訳
- オイデイウス 愛の技術(アルス・アマートーリア) プーブリウス・オウイデウス・ナーソー 養徳社 1948
  - 恋愛術 オヴィディウス 思索社 1949
  - 恋の技法 オウィディウス 平凡社ライブラリー 1995.5 沓掛良彦解説
- 幸福への道 セネカ 養徳社 1948 養徳叢書 外国篇
- 幸福なる生活について 他一篇 セネカ 岩波文庫 1952  
他は人生の短さについて
- ほら吹き軍人 プラウトウス / アエネーイス ウェルギリウス(藤井昇共訳) 世界文学全集 河出書房 1956
- 捕虜 プラウトゥス 世界文学大系 第2 (ギリシア・ローマ古典劇集) 筑摩書房 1959
- 物の本質について ルクレーティウス 岩波文庫 1961
- むなしきは人の願い 人の表人の裏(抄) ユウェナーリス 世界人生論全集 第2 筑摩書房 1963 斎藤忍随解説

## 参考
- 樋口勝彦年譜・著作年表「芸文研究」1964-09
- 「20世紀日本人名事典」2004年 日外アソシエーツ